# Гудовка (Суражский район)
Гудовка — деревня в Суражском районе Брянской области России. Входит в состав Овчинского сельского поселения.

## История
Вместе с соседней деревней Сенча основана в 1760-х гг. графом А. В. Гудовичем. В то время они располагались на земле Мглинской сотни Стародубского полка. По данным переписи Малороссии 1765 года, в Гудовке насчитывалось 34 двора. Согласно «Описи Новгород-Северского наместничества» (1779—1781 гг.):

Деревня Гудовка, расстоянием от Сенчи в 4, от Душатина в 4 же верстах. Положение имеет на ровном месте, в лесе. В ней подданных дворов 32— Опись Новгород-Северского наместничества
С 1803 года Гудовка в Суражском уезде Черниговской губернии, а со второй половины XIX века — в Душатинской волости того же уезда.
В 1808 году, после смерти А. В. Гудовича, Гудовка перешла к его брату И. В. Гудовичу. В 1820 году её унаследовал сын К. И. Гудович, а в 1856 году — В. К. Гудович, владевший крестьянами до отмены крепостного права.
С начала 1900-х гг. в Гудовке действовало начальное земское училище.

## География
Деревня находится в северо-западной части Брянской области, в зоне хвойно-широколиственных лесов, в пределах части Приднепровской низменности, на правом берегу реки Чертеж, при автодороге 15Н-2510, на расстоянии примерно 10 километров (по прямой) к северо-западу от города Суража, административного центра района. Абсолютная высота — 171 метр над уровнем моря.

### Климат
Климат характеризуется как умеренно континентальный с достаточным увлажнением, тёплым летом и умеренно холодной зимой. Среднегодовая многолетняя температура воздуха составляет 5,4 °С. Средняя температура воздуха самого тёплого месяца (июля) — 18,1 °C (абсолютный максимум — 37 °C); самого холодного (января) — −8 — −7,5 °C (абсолютный минимум — −37 °C). Период активной вегетации растений (с температурой выше 10°С) составляет 144 дня. Среднегодовое количество атмосферных осадков составляет 554 мм, из которых большая часть (285 мм) выпадает в тёплый период. Снежный покров держится в течение 120—130 дней.

### Часовой пояс
Деревня Гудовка, как и вся Брянская область, находится в часовой зоне МСК (московское время). Смещение применяемого времени относительно UTC составляет +3:00.

## Население
| 2010 | 2013 |
| ---- | ---- |
| 214  | ↘207 |

### Национальный состав
Согласно результатам переписи 2002 года, в национальной структуре населения русские составляли 99 % из 247 чел.